# جيرت فـان فالي
جيرت فـان فالي هو لاعب كرة قدم بلجيكي في مركز ضارب خارجي ‏، ولد في 7 أغسطس 1987 في Ekeren ‏ في بلجيكا. لعب مع Beauvais Oise UC ‏.

## وصلات خارجية
- جيرت فـان فالي على موقع قاعدة بيانات كرة القدم.إي يو (الإنجليزية)
- جيرت فـان فالي على موقع الاتحاد الأوروبي (الإنجليزية)
- جيرت فـان فالي على موقع عالم الكرة الطائرة (الإنجليزية)
- جيرت فـان فالي على موقع دوري الدرجة الأولى الإيطالي للكرة الطائرة - رجال (الإيطالية)